# Communauté de communes du Pont du Gard
La communauté de communes du Pont du Gard est une communauté de communes française, située dans le département du Gard et la région Occitanie.

## Histoire
Le 1er janvier 2022, Argilliers quitte l'intercommunalité et rejoint la communauté de communes Pays d'Uzès. Le 1er janvier 2024, Castillon-du-Gard fait de même.

## Territoire communautaire

### Composition
La communauté de communes est composée des communes suivantes :

| Nom                     | Code Insee | Gentilé          | Superficie (km2) | Population (dernière pop. légale) | Densité (hab./km2) |
| ----------------------- | ---------- | ---------------- | ---------------- | --------------------------------- | ------------------ |
| Remoulins (siège)       | 30212      | Remoulinois      | 8,24             | 2 268 (2022)                      | 275                |
| Aramon                  | 30012      | Aramonais        | 31,16            | 4 082 (2022)                      | 131                |
| Collias                 | 30085      | Colliassois      | 20,42            | 1 080 (2022)                      | 53                 |
| Comps                   | 30089      | Compsois         | 8,6              | 1 703 (2022)                      | 198                |
| Domazan                 | 30103      | Domazannais      | 11,42            | 966 (2022)                        | 85                 |
| Estézargues             | 30107      | Estezarguais     | 11,59            | 605 (2022)                        | 52                 |
| Fournès                 | 30116      | Fournésans       | 17,66            | 1 058 (2022)                      | 60                 |
| Meynes                  | 30166      | Meynois          | 16,66            | 2 576 (2022)                      | 155                |
| Montfrin                | 30179      | Montfrinois      | 15,29            | 3 125 (2022)                      | 204                |
| Pouzilhac               | 30207      | Pouzilhacois     | 16,04            | 750 (2022)                        | 47                 |
| Saint-Bonnet-du-Gard    | 30235      | Saint-Bonnetiers | 6,84             | 816 (2022)                        | 119                |
| Saint-Hilaire-d'Ozilhan | 30260      | Saint-Hilairois  | 16,66            | 1 115 (2022)                      | 67                 |
| Théziers                | 30328      | Théziérois       | 11,34            | 1 070 (2022)                      | 94                 |
| Valliguières            | 30340      | Valliguiérois    | 19,25            | 652 (2022)                        | 34                 |
| Vers-Pont-du-Gard       | 30346      | Versois          | 19,14            | 1 758 (2022)                      | 92                 |

### Démographie
| 1968   | 1975   | 1982   | 1990   | 1999   | 2009   | 2014   | 2020   |
| ------ | ------ | ------ | ------ | ------ | ------ | ------ | ------ |
| 12 113 | 12 979 | 15 624 | 17 844 | 20 326 | 23 148 | 24 983 | 25 345 |

## Administration

### Siège
Le siège de l'intercommunalité est situé à Remoulins, avenue du Pont-du-Gard.

### Conseil communautaire
Les 33 conseillers titulaires (et 10 suppléants) sont ainsi répartis selon le droit commun comme suit : 
| Nombre de délégués | Communes                                    |
| ------------------ | ------------------------------------------- |
| 6                  | Aramon                                      |
| 5                  | Montfrin                                    |
| 3                  | Meynes, Remoulins                           |
| 2                  | Castillon-du-Gard, Comps, Vers-Pont-du-Gard |
| 1                  | Les autres communes                         |

### Élus
La communauté de communes est administrée par son conseil communautaire constitué en 2020 de 33 conseillers communautaires, qui sont des conseillers municipaux représentant chacune des communes membres.
À la suite des élections municipales de 2020 dans le Gard, le conseil communautaire du 9 juillet 2020 a élu son président, Pierre Prat, conseiller municipal d'Aramon, ainsi que ses 10 vice-présidents. À cette date, la liste des vice-présidents est la suivante :
|     | Attributions                                                 | Identité              | Qualité                                     |
| --- | ------------------------------------------------------------ | --------------------- | ------------------------------------------- |
| 1er | Finances et fiscalité                                        | Olivier Sauzet        | Maire de Vers-Pont-du-Gard                  |
| 2e  | Aménagement du territoire et ruralité                        | Philippe Marchesi     | 1er adjoint au maire de Montfrin            |
| 3e  | Ressources humaines                                          | Fabrice Fournier      | Maire de Meynes                             |
| 4e  | Économie et tourisme                                         | Élisabeth Viola       | 2e adjointe au maire de Remoulins           |
| 5e  | Environnement, collecte et valorisation des déchets ménagers | Didier Gilles         | Adjoint au maire de Saint-Hilaire-d’Ozilhan |
| 6e  | Sécurité et sureté                                           | Numa Noël             | 2e adjoint au maire de Collias              |
| 7e  | Culture, sport et tradition                                  | Jean-Jacques Rochette | Maire de Comps                              |
| 8e  | Communication et protocole                                   | Jean-Marie Moulin     | Maire de Saint-Bonnet-du-Gard               |
| 9e  | Petite enfance                                               | Laurence Trapier      | Maire de Valliguières                       |
| 10e | Urbanisme et agriculture                                     | Thierry Astier        | Maire de Pouzilhac                          |

### Liste des présidents
| Période | Période  | Identité        | Étiquette | Qualité                                 |
| ------- | -------- | --------------- | --------- | --------------------------------------- |
| ?       | 2014     | Gérard Pedro    | PS        | Maire de Remoulins (2001 → 2020)        |
| 2014    | 2020     | Claude Martinet | DVD       | Maire de Montfrin (2008 → 2020)         |
| 2020    | En cours | Pierre Prat     |           | Conseiller municipal d'Aramon (2020 → ) |

### Compétences
L'intercommunalité exerce les compétences qui lui ont été transférées par les communes membres, dans les conditions définies par le code général des collectivités territoriales. Ces compétences ont évolué à plusieurs reprises.

### Régime fiscal et budget
La communauté de communes est un établissement public de coopération intercommunale à fiscalité propre.
Afin de financer l'exercice de ses compétences, l'intercommunalité perçoit la fiscalité professionnelle unique (FPU) – qui a succédé à la taxe professionnelle unique (TPU) – et assure une péréquation de ressources entre les communes résidentielles et celles dotées de zones d'activité.

## Réforme des collectivités territoriales
En 2011, le préfet du Gard, Hugues Bousiges, dévoile sa proposition d'évolution de l'intercommunalité. Dans cette dernière, la CCPG pourrait se voir fusionnée au sein d'un grand ensemble comprenant elle-même ainsi que la communauté de communes du Grand Lussan et la communauté de communes de l'Uzège. Cette hypothèse ne s'est pas concrétisée.